# Ajka
Ajka je mesto na Madžarskem, ki upravno spada v podregijo Ajkai Županije Veszprém.